# (37579) 1990 SO7
1990 أس أو 7 (ويعرف أيضًا باسم (37579) 1990 أس أو 7 وفق تسمية الكوكب الصغير) (بالإنجليزية: 1990 SO7)‏؛ هو كويكب ضمن حزام الكويكبات.
اكتُشف هذا الجُرم الفلكي بواسطة إيريك والتر إلست في 22 سبتمبر 1990، وترتيبه 37579 من حيث الاكتشاف.

## الوصف
اكتُشف 375791990SO في 22 سبتمبر 1990 في مرصد لاسيلا، الواقع في صحراء أتاكاما، إقليم كوكيمبو في تشيلي، بواسطة عالم الفلك البلجيكي إيريك والتر إلست. وقد رصد المشروع 852 مشاهدة للكويكب إلى غاية 25 أغسطس 2021 بتوقيت منطقة المحيط الهادئ، أي في مدة قدرها 11,249 يومًا (30.8 عام). تستغرق الفترة المدارية للكويكب 1,720 يومًا (4.7 عام).

## الخصائص المدارية
يتميز مدار هذا الكويكب بنصف محور رئيسي يبلغ 2.81 وحدة فلكية، وحضيض قدره 2.44 وحدة فلكية، وانحراف قدره 0.132 وزاوية ميلان 7.64 درجة بالنسبة لمسار الشمس. بسبب هذه الخصائص، أي نصف المحور الرئيسي بين 2 و3.2 وحدة فلكية وحضيض أكبر من 1,666 وحدة فلكية، يُصنف هذا الجُرم الفلكي وفقًا لقاعدة بيانات مختبر الدفع النفاث لأجرام النظام الشمسي الصغيرة كائنًا من حزام الكويكبات الرئيسي.

## وصلات خارجية
- (37579) 1990 SO7 في قاعدة بيانات مختبر الدفع النفاث لأجرام النظام الشمسي الصغيرة

- الاكتشاف · مخطط المدار ·  العناصر المدارية · المعلمات المادية

- (37579) 1990 SO7 على موقع ويكي سكاي: DSS2, SDSS, GALEX, IRAS, Hydrogen α, X-Ray, Astrophoto, Sky Map, Articles and images